# Aphelenchoides limberi
Aphelenchoides limberi is een rondwormensoort uit de familie van de Aphelenchoididae. De wetenschappelijke naam van de soort is voor het eerst geldig gepubliceerd in 1936 door Steiner.